# Van Ewijck
Van Ewijck is een Nederlands geslacht dat voornamelijk bestuurders voortbracht.

## Geschiedenis
De stamreeks begint met Jan Joostensz. van Ewijck die rentmeester was van het Utrechtse Convent van Wittevrouwen en in 1634 overleed. Vele van zijn nakomelingen waren bestuurders van de stad of de provincie Utrecht.
Het geslacht werd in 1913 opgenomen in het genealogische naslagwerk Nederland's Patriciaat.

## Enkele telgen

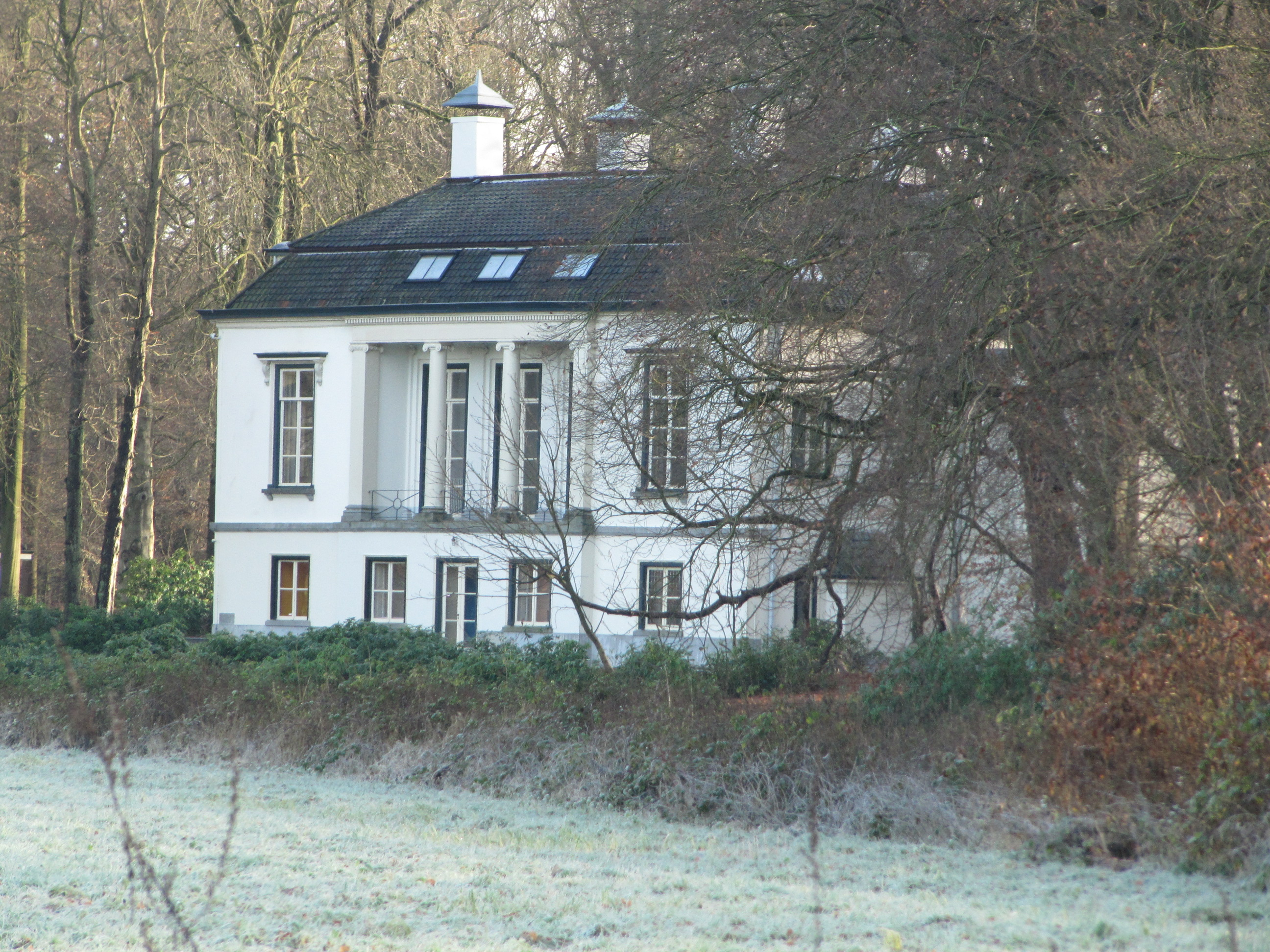
Ewijckshoeve

Jan Joostensz. van Ewijck (†1634), rentmeester van het Utrechtse Convent van Wittevrouwen
- mr. Floris van Ewijck (1620-1681), advocaat, secretaris van politie van de Staten van Utrecht
  - Johan van Ewijck (1645-1675), schout van Abcoude
    - dr. Floris (Johannes) van Ewijck (1674-1704), medisch doctor
      - Johan Henrick van Ewijck (1696-1782), heer van Oostbroek en De Bilt
        - mr. Floris Petrus van Ewijck (1737-1813), heer van Oostbroek en De Bilt, raad en schepen van Utrecht
          - mr. Daniel Jacob van Ewijck (1786-1858), heer van Oostbroek en De Bilt, bestuurder; trouwde in 1820 met Johanna Wijnanda Hermina Ram (1798-1835), lid van de familie Ram en dochter van mr. Philips Ram (1753-1817)
            - mr. Johan Hendrik Floris van Ewijck, (1821-1885), kantonrechter te Maarssen, heer van Oostbroek en De Bilt
            - Gerard Eduard van Ewijck (1830-1886), directeur levensverzekeringsmaatschappij, heer van Oostbroek en De Bilt
              - Daniel Jacob van Ewijck (1862-1928), heer van Oostbroek en De Bilt
                - Sippo Johan van Ewijck (1902-1979), heer van Oostbroek en De Bilt, droeg het archief van de heerlijkheid Oostbroek c.a. in 1965 over aan het Utrechts Archief, richtte bij testament de Van Ewijckstichting op

              - mr. Johannes Diederik van Ewijck (1863-1928), kantonrechter

            - Albertina van Ewijck (1836-1898); trouwde in 1861 met mr. August Adriaan Henry Besier (1827-1905), ambtenaar ter gemeentesecretarie van Utrecht
              - Johanna Henriette Besier (1865-1944), kunstenares; trouwde in 1894 met prof. Antonius Johannes Derkinderen (1859-1925), kunstenaar

Geslachten die opgenomen zijn in het sinds 1910 verschijnende genealogische naslagwerk Nederland's Patriciaat. Lijst volgens opgave van het CBG Centrum voor familiegeschiedenis.
A · B · C · D · E · F · G · H · I · J · K · L · M · N · O · P · Q · R · S · T · U · V · W · Y · Z